# میکائیل میناسیان
میکائیل آرائی میناسیان (Միքայել Արայի Մինասյան؛ زادهٔ ۱ اکتبر ۱۹۷۷) یک دیپلمات، مدافع رسانه ای و چهره اجتماعی اهل جمهوری ارمنستان و سفیر این کشور در سریر مقدس جمهوری مالت می‌باشد. وی نوه فیلسوف برجسته ارمنی، میکائیل میناسیان و پسر آرا میناسیان مدیر اجرایی مرکز پزشکی گریگور لوساووریچ مقدس می‌باشد. وی با آنوش سارگسیان دختر سومین رئیس‌جمهور ارمنستان، سرژ سارگسیان ازدواج نموده است.